# Раева, Александра Александровна
Алекса́ндра Алекса́ндровна Раева (до 2015 — Саитова; р. 20 августа 1992, Москва) — российская кёрлингистка. Чемпионка Европы 2015, участница зимних Олимпийских игр 2014, 3-кратная чемпионка России. Заслуженный мастер спорта России (2015).

## Биография
В детстве Александра Саитова занималась несколькими видами спорта, но в итоге отдала предпочтение кёрлингу. В российских соревнованиях выступает за различные команды, входящие в структуру клуба «Москвич». Дважды становилась призёром чемпионатов России, а в 2014 впервые выиграла «золото» российского первенства в составе команды Москва-1.
Александра Саитова являлась капитаном молодёжной сборной России, в рядах которой выиграла бронзовые медали чемпионата мира 2012, а через год стала уже чемпионкой мира среди молодёжных команд. В 2013 Саитова также стала победителем Всемирной зимней Универсиады в составе студенческой сборной России, а в ноябре того же года включена в главную сборную страны и выступила на чемпионате Европы, заняв вместе с командой 5-е место.
В 2014 году Александра Саитова в составе сборной приняла участие в сочинской Олимпиаде, а затем в чемпионате мира, где стала бронзовым призёром соревнований. В ноябре того же года спортсменка вместе с национальной командой России выиграла серебряные медали чемпионата Европы, а в марте 2015 на чемпионате мира в Саппоро повторила свой бронзовый успех годичной давности.
В 2015 году Александра Саитова вышла замуж за Вадима Раева и сменила фамилию на Раева. В ноябре того же года в датском Эсбьерге спортсменка в составе сборной России впервые стала чемпионкой Европы. В марте 2016 на чемпионате мира, проходившем в канадском Суифт-Карренте, Александра Раева в составе российской национальной команды в третий раз подряд становится бронзовым призёром мирового первенства, а через год — впервые серебряным призёром чемпионата мира.
По игровой функции в сборной России Раева является свипером, выступая на позиции 2-го номера.
Приказом министра спорта от 3 декабря 2015 г. № 166-нг  присвоено почётное звание «заслуженный мастер спорта России».

## Достижения

### Клубные
- 3-кратная чемпионка России среди женщин (2014, 2015, 2016);
  - серебряный призёр чемпионата России среди женщин 2008;
  - 3-кратный бронзовый призёр чемпионатов России (2010, 2011, 2017).
- Двукратный серебряный призёр розыгрыша Кубка России среди женщин (2007, 2010).
- Бронзовый призёр розыгрыша Кубка России среди женщин 2009.
- Чемпионка России по кёрлингу среди смешанных команд (2008);
  - Трижды серебряный призёр чемпионатов России среди смешанных команд (2009, 2012, 2013).
- Бронзовый призёр розыгрыша Кубка России среди смешанных команд 2009.
- 6-кратная чемпионка России среди молодёжных команд (2006—2009, 2011, 2012).

### Со сборными
- Чемпионка Европы 2015;
  - Серебряный призёр чемпионата Европы 2014.
- Серебряный призёр чемпионата мира 2017;
  - Трёхкратный бронзовый призёр чемпионатов мира — 2014, 2015, 2016.
- Чемпионка (2013) и бронзовый призёр (2012) чемпионатов мира среди молодёжных команд.
- Двукратная чемпионка зимних Универсиад в составе студенческой сборной России — 2013, 2015.
- Участница чемпионата Европы 2013 и зимних Олимпийских игр 2014 в составе национальной сборной России.

## Награды
- Заслуженный мастер спорта России (2015)[3].
- Благодарность Президента Российской Федерации (16 февраля 2015) — за высокие спортивные достижения на XXVII Всемирной зимней универсиаде 2015 года в городе Штрбске-Плесо (Словакия) и городе Гранаде (Испания)[4].
- Почётная грамота Министерства спорта Российской Федерации (4 декабря 2015) — за успешное выступление спортивной сборной команды Российской Федерации на чемпионате Европы по кёрлингу в городе Эсбьерге (Дания)[3].